# Giełda komputerowa
Giełda komputerowa – potoczna nazwa miejsca o charakterze targu, na którym można zakupić i sprzedać zarówno nowy, jak i używany sprzęt komputerowy oraz oprogramowanie.
Giełdy komputerowe, podobnie jak inne tego typu miejsca, czynne są najczęściej w weekendy.
Początkiem tych giełd były lata osiemdziesiąte. Główny dochód wystawców polegał na kopiowaniu gier i oprogramowania dla popularnych komputerów 8 i 16-bitowych. Często spotykane były modele: Atari (800XL, ST), Commodore (C64, Amiga), a także Sinclair (ZX Spectrum). Rzadziej spotykane komputery na giełdach w latach osiemdziesiątych to komputery firm Amstrad, Acorn, IBM, czy też Apple. Giełdy te miały głównie charakter entuzjastyczny. Z powodu braku dystrybucji oprogramowania i komputerowej literatury, były one jednym z niewielu źródeł tłumaczeń książek z zachodu, czy też nigdzie niedostępnych programów. Pod tym względem giełdy komputerowe przyczyniły się do rozwoju informatyki w Polsce.
Do pierwszej dekady XXI wieku giełdy komputerowe były miejscem, gdzie kwitło piractwo komputerowe, jednak obecnie ma tam miejsce głównie legalny handel, a duża liczba sprzedawców to przedstawiciele sklepów komputerowych.
Jest to związane ze zmianami w prawie (przede wszystkim z Ustawą o prawie autorskim i prawach pokrewnych, tzw. „antypiracką”, kładącą kres piractwu) oraz oficjalnym wejściem dystrybutorów i producentów oprogramowania oraz książek na rynek polski. Popularność giełd komputerowych zmniejszyła się z powodu rozpowszechnienia się handlu w Internecie, a szczególnie serwisów aukcyjnych oraz rozwoju sieci P2P (peer-to-peer).